# Hrollaugsniðjar
Hrollaugsniðjar fue un clan familiar de Islandia cuyo origen se remonta a la Era vikinga y la figura histórica del colono Hrollaug Rögnvaldarson. Dominaron la región de Eyjafjörður y aparecen citados en diversas fuentes literarias, entre la que destaca Landnámabók.